# Heinz-Jürgen Beste
Heinz-Jürgen Beste (* 1957 in Grafschaft, Sauerland) ist ein deutscher Bauforscher.

## Leben
Heinz-Jürgen Beste besuchte zunächst die Hauptschule und machte anschließend eine Ausbildung zum Bauzeichner. Nach Erlangung der Fachoberschulreife studierte er Architektur und daneben Kunstgeschichte an der TU Dortmund und der TU Berlin. Das Studium schloss er 1986 als Diplomingenieur ab. Von 1986 bis 1988 nahm er an Grabungen von Dieter Mertens in Paestum, Metapont und Selinunt teil. In den Jahren 1988 bis 1995 war er wissenschaftlicher Mitarbeiter am Lehrstuhl für Baugeschichte an der TU München bei Gottfried Gruben, 1990/91 unterbrochen von einem halbjährigen Reisestipendium des Deutschen Archäologischen Instituts. 1995 wurde er wissenschaftlicher Referent für Bauforschung an der Abteilung Rom des Deutschen Archäologischen Instituts. 1997 erfolgte seine Promotion zum Dr.-Ing. an der TU München mit einer Arbeit zur Baugeschichte des Kastells Euryalos in Syrakus.
Zu seinen Forschungsgebieten gehören Fragen der Topographie Roms, etwa der Domus Aurea und des Kolosseums, das Amphitheater von Santa Maria Capua Vetere, das Olympieion von Agrigent und das Amphitheater von Durrës.

## Veröffentlichungen (Auswahl)
- Neue Forschungsergebnisse zu einem Aufzugsystem im Untergeschoß des Kolosseums. In: Mitteilungen des Deutschen Archäologischen Instituts. Römische Abteilung. Band 106, 1999, S. 249–276.
- mit Dieter Mertens: Die Mauern von Syrakus. Das Kastell Euryalos und die Befestigung der Epipolai (= Sonderschriften des Deutschen Archäologischen Instituts Rom Band 18). Reichert, Wiesbaden 2016, ISBN 978-3-95490-033-6.
- mit Henner von Hesberg: Il tempio e il recinto di Matidia: un tentativo di ricostruzione della pianta e dell’alzato alla luce dei nouvi ritrovamenti. In: Fedora Filippi (Hrsg.): Campo Marzio: nuove ricerche. Quasar, Rom 2015, S. 240–291
- Neue Einblicke in die Errichtung der Domus Aurea des Nero. In: Archäologischer Anzeiger. 2016, S. 295–308.
- mit Elisabetta Segala (Hrsg.): Lavori e ricerche nella Domus Aurea durante gli anni 2010–2016. Sfera, Bari 2023, ISBN 978-88-85753-78-5.